# Leichtathletik-Weltmeisterschaften 2022/Teilnehmer (Kosovo)
| Goldmedaillen | Silbermedaillen | Bronzemedaillen |
| ------------- | --------------- | --------------- |
| —             | —               | —               |

Kosovo nahm mit einer Athletin an den Leichtathletik-Weltmeisterschaften 2022 in Eugene teil.

## Ergebnisse Frauen
Laufdisziplinen
| Athletin      | Disziplin | Vorlauf     | Vorlauf | Halbfinale | Halbfinale | Finale | Finale |
| Athletin      | Disziplin | Zeit        | Platz   | Zeit       | Platz      | Zeit   | Platz  |
| ------------- | --------- | ----------- | ------- | ---------- | ---------- | ------ | ------ |
| Gresa Bakraçi | 1500 m    | 4:22,77 min | 41      | DNQ        | DNQ        | –      | –      |